# Йоліен Сісманс
Йоліен Сісманс (1 вересня 1992) — бельгійська плавчиня.
Учасниця Олімпійських Ігор 2012 року.